# Villiger (entreprise)
Pour les articles homonymes, voir Villiger.
Villiger est une marque de vélo d'une entreprise suisse avec siège à Dübendorf, aujourd'hui disparue. Pour les cycles, Villiger s'inscrit dans une lignée de classiques du vélo suisse avec d'autres marques comme Allegro (vélo), Condor, Cilo, Cosmos (entreprise), Mondia, Tigra (vélo).

## Historique
Villiger est fondé en 1980. Le groupe Villiger qui existait rachète cette année-là l'entreprise Kalt (fabricant de la marque Resalb) à Buttisholz.
Le Vélo de l'Armée suisse, vélo d'ordonnance 93, est fabriqué exclusivement par Villiger et Condor entre 1993 et 1995.
Villiger fabrique des vélos de tourisme et de course. L'entreprise est également impliquée dans le sport cycliste. 
En 1992, Villiger achète le fabrican allemand Diamant. En 2003, Villiger vend sa division vélo à la Trek Bicycle Corporation. En juillet 2014, Trek annonce qu'elle ne produira plus la marque Villiger à partir de 2015.